# パスクアーレ・フォッジャ
パスクアーレ・フォッジャ（Pasquale Foggia, 1983年6月3日 - ）は、イタリア・ナポリ出身の元サッカー選手。現役時代のポジションはWG。

## 経歴

### キャリア初期
2000-01シーズンにセリエC1・トレヴィーゾFCでキャリアをスタートさせた。ACミランとの共同保有であり、短い期間ではあったがミランのユースでの練習の経験もある。トレヴィーゾでは計69試合に出場し13得点、2002-03シーズンはセリエBでのプレーを経験した。2003-04シーズンには引き続きACミランとの共同保有でエンポリFCに移籍し、セリエAデビューを果たし1シーズン半で28試合に出場し1得点。2005年はセリエBのFCクロトーネにレンタル移籍し15試合出場1得点だった。
2005-06シーズンはセリエA・アスコリ・カルチョにレンタル移籍し33試合に出場した。主に4-4-2システムの右サイドで30試合に先発出場、左利きの選手独特の内に切れ込むドリブルで好機を演出とすると共に自身も4得点を上げクラブのセリエA残留に貢献、同じ小柄な左利きの右ウイングで1982 FIFAワールドカップの優勝メンバーであるブルーノ・コンティの再来との評価も得た。

### ラツィオ

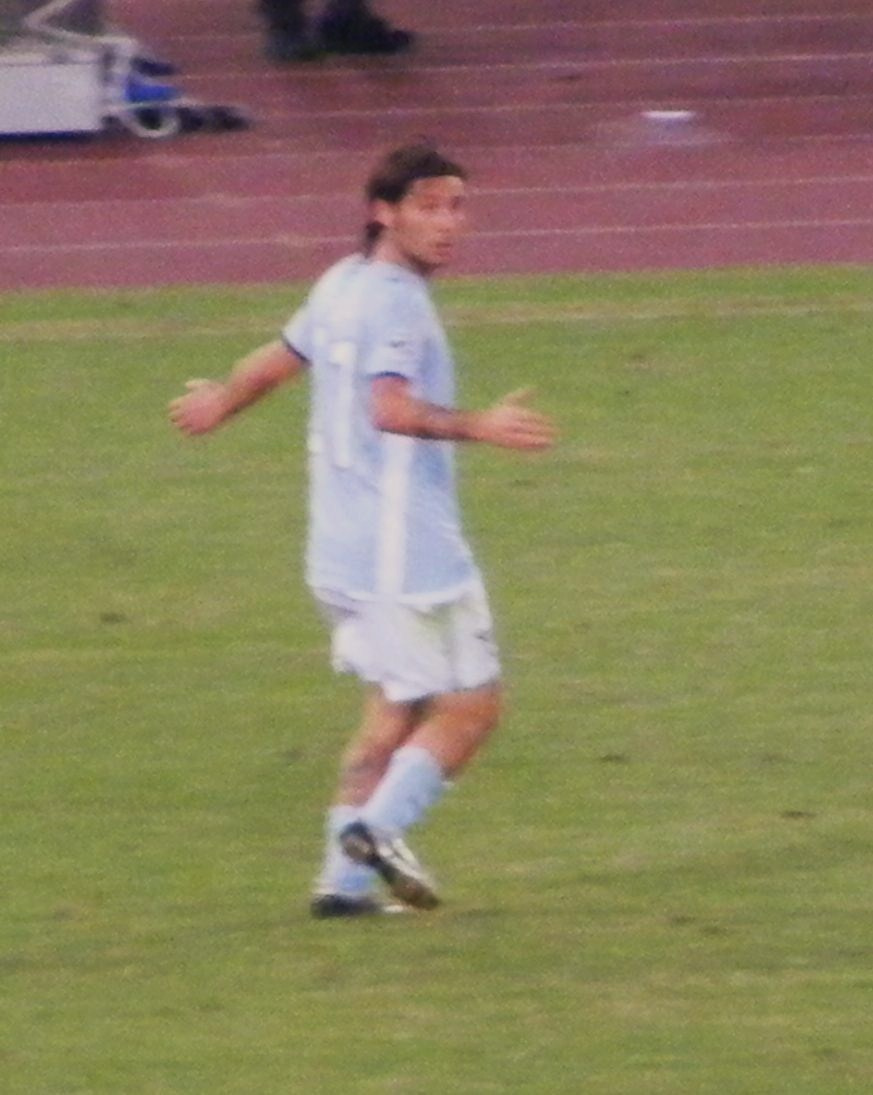
ラツィオ時代（2009年）

2006-07シーズンはACミランへの復帰も検討されたが、4-3-1-2システムではポジションが限られる為、前シーズンの活躍を買われてSSラツィオに完全移籍。しかしながらラツィオでもシーズン途中にシステムが4-4-2から4-3-1-2に変更されポジションを失ったことから（3試合に先発、8試合に途中出場、1ゴールだった）、冬にレッジーナ・カルチョにレンタル移籍をする。レッジーナではかつては中村俊輔も背負った背番号10を与えられ3-4-2-1システムの右セカンドトップとして15試合に出場（内先発は11試合）し4得点。ロランド・ビアンキ、ニコラ・アモルーゾと共に3トップを組み、カルチョ・スキャンダルの影響で勝点-11からのスタートという処分を受けたクラブのセリエA残留に貢献した。
2007-08シーズンはレンタル移籍でカリアリ・カルチョに移籍。2年前にアスコリで残留を実現させたマルコ・ジャンパオロ監督の下、同じく当時左のサイドハーフとして活躍したミケーレ・フィーニとのコンビを組んだ。また、4－3－3、4－2－3－1のウイングに高い適性を持つことから同システムで試合に臨むことの多いイタリア代表のロベルト・ドナドーニ監督からも注目をされており、2007年10月には初のA代表への招集を受けた。2008-09シーズンからラツィオに復帰することが決定した。

### 現役引退後
2014年9月2日、USサレルニターナ1919との契約を双方合意に基づき解除した。
2017年1月10日、セリエDに所属するSSラシン・クラブ・ローマのスポーティングディレクターに就任した。
2017-18シーズンより、クラブ史上初のセリエA昇格を果たしたベネヴェント・カルチョのユース部門において責任者を務める。

## 代表歴
代表では2007年、ジョージア戦で初出場。2009年のコンフェデレーションズカップのメンバーに選出されると、同年の北アイルランドとの親善試合で代表初ゴールを決めた。

## タイトル
トレヴィーゾ
- セリエC : 2002-03
- スーペルコッパ・ディ・レガ・セリエC1 : 2003

ラツィオ
- コッパ・イタリア : 2008-09, 2012-13
- スーペルコッパ・イタリアーナ : 2009

サレルニターナ
- コッパ・イタリア・セリエC : 2013-14